# Revell

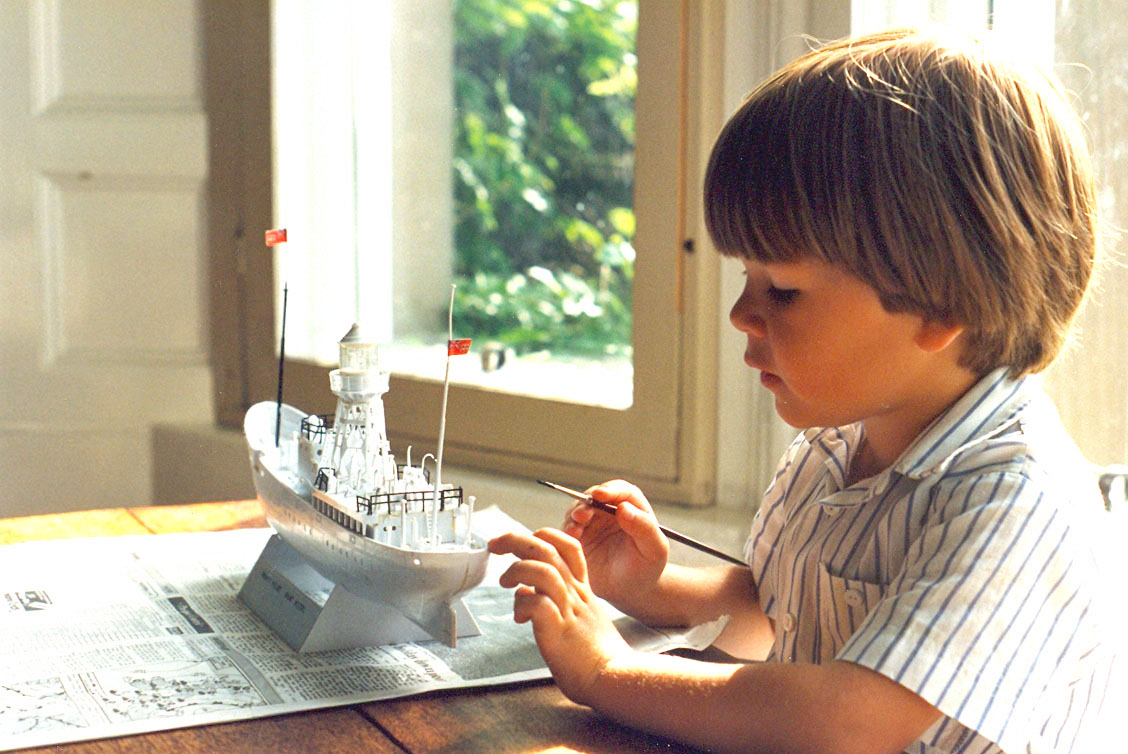
Criança montando modelo de embarcação.

A Revell é uma empresa de brinquedos americana, fabricante de modelos plásticos para montar. Produz réplicas em escala de automóveis, aviões, carros de combate e navios.

## História
Foi fundada em 1943, na cidade de Venice, no estado da Califórnia. Por muitos anos constituiu-se no maior fabricante de modelos plásticos do mercado, até ser adquirida pela Monogram Models Company na década de 1980. A companhia resultante tem agora sede em Northbrook, no Illinois.
Muitos países fabricaram os modelos da Revell sob licença, como o Brasil, ou por meio de filiais, como a da Alemanha, estabelecida em 1956 com sede em Bünde. Esta última separou-se da empresa-mãe em setembro de 2006, operando atualmente sob a razão social Revell GmbH & Co. KG.